# Palazzo Adoldo
Palazzo Adoldo è un palazzo di Venezia, ubicato nel sestiere di Santa Croce ai civici 711-712 ed affacciato sul Canal Grande vicino a Palazzo Foscari Contarini, non lontano dalla Chiesa di San Simeon Piccolo.
Si affaccia sul Canal Grande, stretto a sinistra dal campiello della Comare, oltre il quale sorge la chiesa di San Simeon Piccolo, e a destra da Palazzo Foscari Contarini. Assieme a quest'ultimo costituisce la sede veneziana dell'INAIL.

## Storia
Ha antiche origini e fu dimora degli Adoldo o Adoaldo, famiglia di origini greche ascritta al patriziato veneziano ed estintasi nel 1432. Un'esponente della casata, Lucia Adoldo, donò il palazzo alla parrocchia di San Simeon Piccolo, come testimoniato da un'iscrizione sulla facciata.
La stessa lapide ricorda che nel 1520 l'edificio, pericolante, fu ricostruito in forme più ampie da Vittore Spiera.

## Architettura

### Dettagli della facciata sul Canal Grande

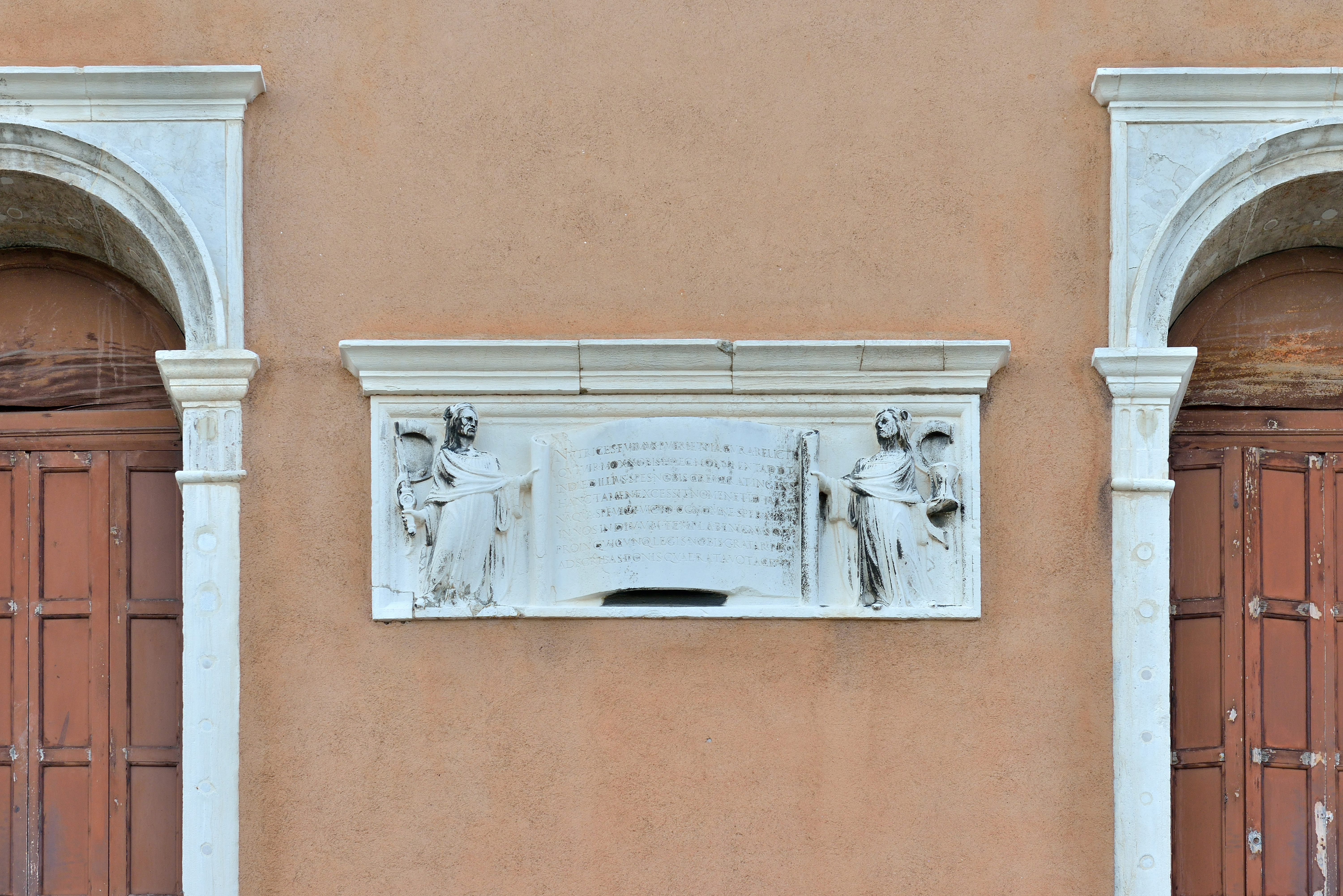
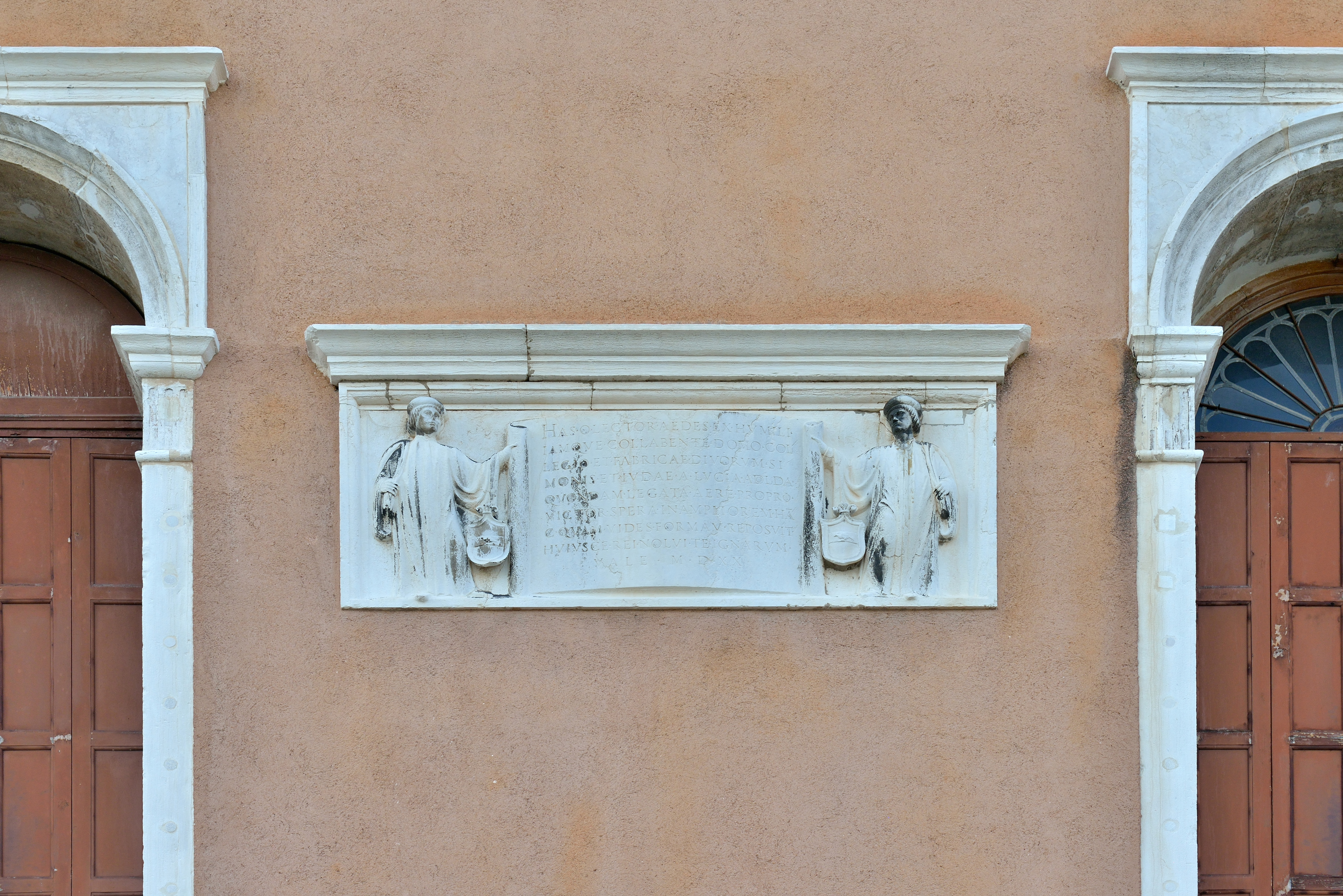
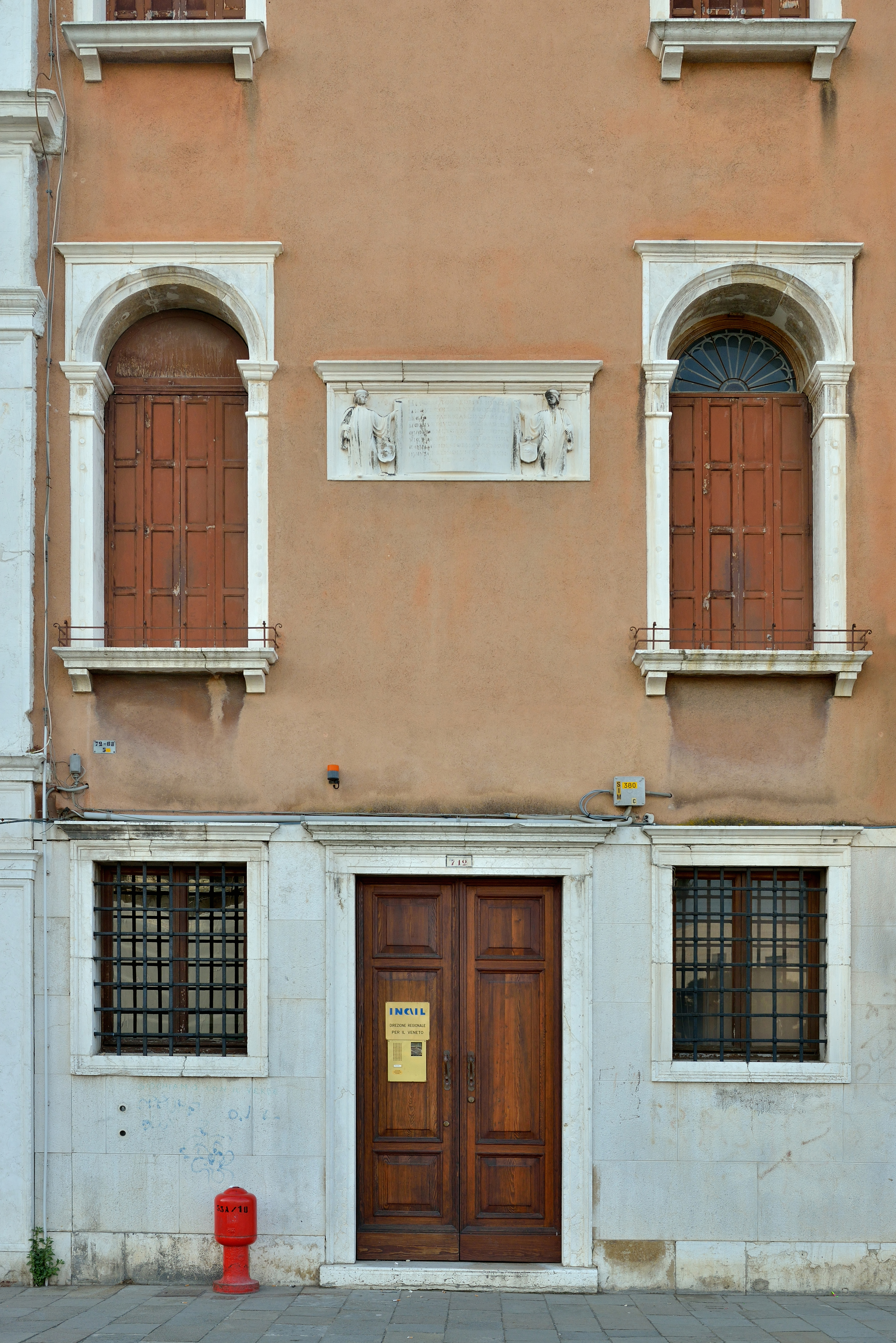

La facciata si sviluppa su tre piani più mezzanino nel sottotetto.
Al piano terra, rimaneggiato, si trovano semplici aperture rettangolari su pietra bianca. I due piani nobili sono invece caratterizzati da una coppia di monofore per lato (tra quelle del primo piano sono posti due bassorilievi), inserite in cornici lapidee, e da una bifora centrale, sostenuta da colonnine ioniche e chiusa da parapetto, in pietra al primo piano, in ferro battuto al secondo.
Il sottotetto si caratterizza per un peculiare rialzo in cui è inscritta una lunetta sovrastante tre finestrelle quadrate appaiate. Sulla sua sommità una statuetta rappresentante un'aquila.